# Baldvinsson
Baldvinsson ist ein isländischer Name und färöischer Name.

## Herkunft und Bedeutung
Baldvinsson ist ein Patronym und bedeutet Sohn des Baldvin. Die weibliche Entsprechung ist Baldvinsdóttir (Tochter des Baldvin). 

## Namensträger
- Guðjón Baldvinsson (* 1986), isländischer Fußballspieler
- Rógvi Baldvinsson (* 1989), färöischer Fußballspieler